# Universidad Bolivariana de Venezuela
La Universidad Bolivariana de Venezuela (UBV), es una universidad pública de Venezuela, fundada en el 2003 por decreto presidencial. La misma comenzó sus labores lectivas en diversas áreas académicas en septiembre de ese año. La UBV fue creada para fungir como punta del programa Misión Sucre. Es una de las universidades que se han municipalizado en todo el territorio nacional.

## Sedes

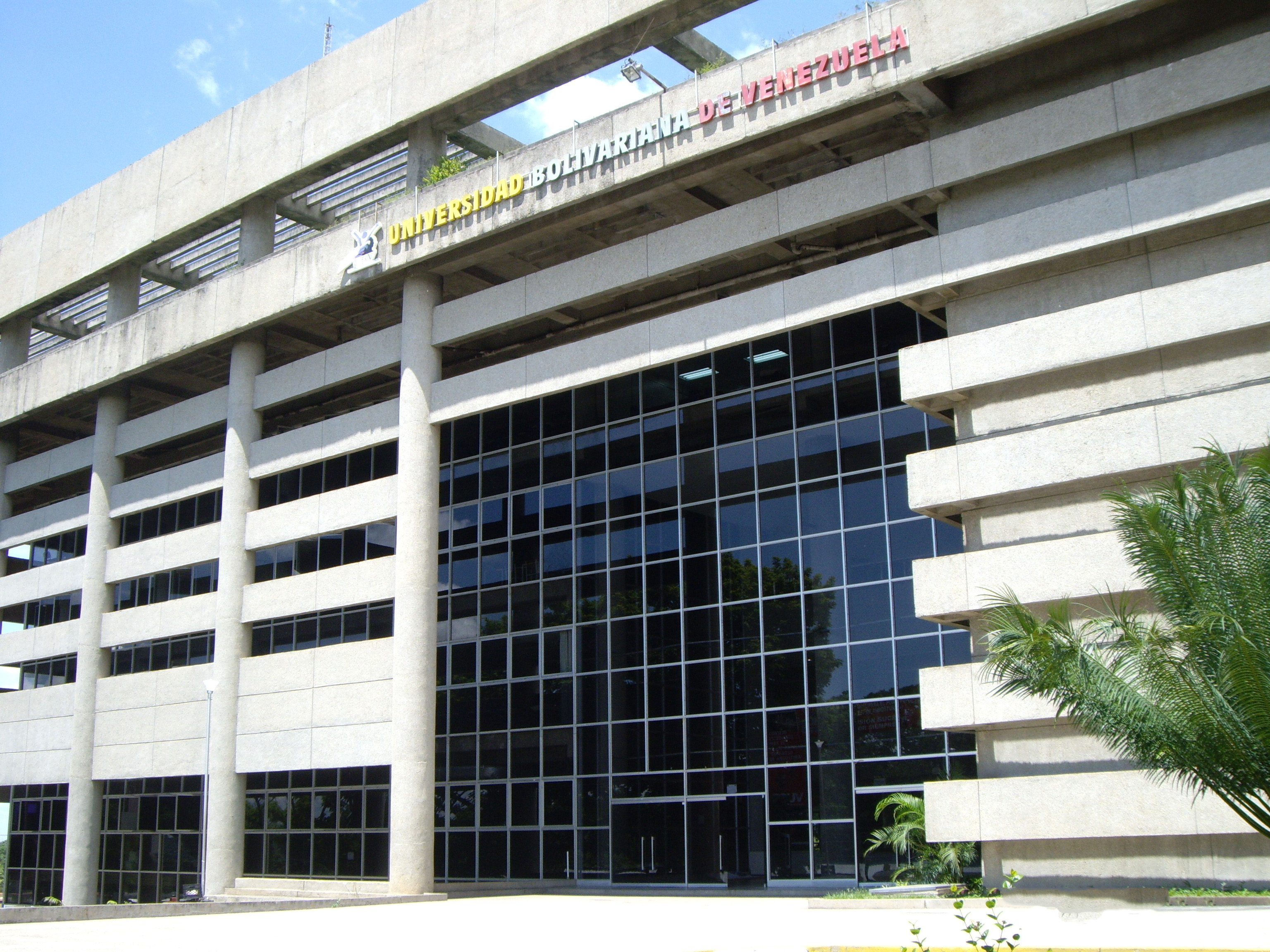
Universidad Bolivariana de Venezuela en Ciudad Bolívar.

La Universidad está proyectada a poseer sedes en las principales regiones del país, actualmente la misma cuenta con sedes en:[cita requerida]
- Anzoátegui
- Barinas
- Barquisimeto
- Caracas
- Ciudad Bolívar
- Ciudad Guayana
- El Vigía
- Guanare
- Maracaibo
- Maracay
- Monagas
- Miranda
- Porlamar
- Punto Fijo
- San Cristóbal
- Sucre
- Tinaquillo
- Tucupita
- Valencia

## Historia
Luego del paro nacional de 2002, el presidente Hugo Chávez crea de la Universidad Bolivariana de Venezuela (UBV) el 18 de julio de 2003 mediante decreto Presidencial N.º 2.517. 
Para ello, se tomó como primeras sedes de la Universidad Bolivariana lo que eran edificios de Petróleos de Venezuela (PDVSA). La universidad ubicada en Los Chaguaramos, es hoy la sede de Caracas, y fue puesta en función el 29 de julio de 2003.
Previamente, el Consejo Nacional de Universidades (CNU) en su sesión ordinaria del 1 de julio de 2003 había aprobado la creación de la UBV de conformidad con lo dispuesto en los artículos 10 y 187 de la ley de universidades.

## Ingreso
Los estudiantes que desean optar a alguna de las carreras impartidas en la Universidad Bolivariana no necesariamente deben ser bachilleres asignados por la Misión Sucre, es decir, que cualquier bachiller formado en cualquier liceo o unidad educativa, sea privada o pública tiene derecho a ingresar a la universidad. Se realizan Inscripciones dependiendo de los planes estratégicos de la directiva de la Universidad.

## Programas de formación de grado
- Agroecología.
- Arquitectura.
- Comunicación Social.
- Economía Política.
- Estudios Jurídicos.
- Estudios Políticos y Gobierno.
- Farmacia.
- Gas.
- Gestión Ambiental.
- Gestión en Salud Pública.
- Gestión Social del Desarrollo Local.
- Petróleo.
- Informática para la Gestión Social.[6]
- Psicología.
- Radioterapia.
- Refinación y Petroquímica.
- Relaciones Internacionales.

## Programas nacionales de formación
- Educación
- Enfermería
- Historia
- Medicina Integral Comunitaria
- Pesca y Acuicultura
- Seguridad Alimentaria y Cultura Nutricional

## Programas Nacionales de Formación Avanzada (PNFA)
Promueve la investigación y formación de profesionales en las áreas de conocimiento requeridas por la sociedad al más alto nivel de desarrollo científico, social, tecnológico y humanístico, a fin de fortalecer y mejorar el desempeño profesional, el nivel académico, la calidad humana, y responder a necesidades, intereses, situaciones y problemas de los diferentes sectores de la sociedad. En tal sentido, debe propiciar la creación intelectual, científica, tecnológica y el conocimiento y análisis profundo de los problemas sociales, éticos, económicos, políticos, militares y culturales del país.
De acuerdo con sus propósitos específicos, los estudios de formación avanzada pueden ser:

### Estudios conducentes a un Grado Académico
- Especialización
- Maestría
- Doctorado
- PHD

### Estudios no conducentes a un Grado Académico
- Diplomados.
- Actualización Académica.

Estos estudios de Formación Avanzada tienen como base una propuesta de organización curricular abierta y flexible cuyos ejes metodológicos fundamentales son El Aprendizaje por Proyecto y la Acreditación por Experiencia. Cada participante desarrolla su plan curricular a través de un Plan Académico particular avalado por el Comité de Proyecto.
Todo aspirante a ingresar en los programas de Formación Avanzada de la UBV, deberá conformar y someter a aprobación su Comité de Proyecto, el cual estará constituido por un mínimo de tres miembros, con título que corresponda según el nivel de estudio, quienes deberán ser investigadores activos.
Al menos uno deberá pertenecer a la UBV. El Comité de Proyecto será coordinado por el Tutor. Formular conjuntamente con el aspirante el plan académico de acuerdo al área de interés y someterlo a aprobación del Consejo Nacional de IEA.
- Diplomado en Formación y Actualización Pedagógica
- Maestría
- Maestría en Ciencias para el Desarrollo Estratégico
- Especialización en Gestión para la Propiedad Intelectual
- Especialización en Gestión Judicial
- Especialización en Docencia Universitaria
- Doctorado
- Dirección General de Producción y Recreación de Saberes
- Estudios No Conducentes
- Especialización

## Rectores de la UBV
La Universidad Bolivariana de Venezuela (UBV), fue fundada por el presidente de la República Bolivariana de Venezuela, Hugo Chávez, según decreto presidencial n.º 2517 de fecha 18 de julio de 2003 y creada para fungir como punta del programa Misión Sucre. Desde 2003 la universidad estuvo dirigida por los siguientes rectores:
| N.º  | Rector/a                      | Periodo     |
| ---- | ----------------------------- | ----------- |
| 1.°  | MSC. María Egilda Castellanos | 2003-2005   |
| 2.°  | PHD. Orieta Caponi            | 2005-2006   |
| 3.°  | Lcdo. Andrés Eloy Ruiz        | 2006-2007   |
| 4.°  | Dra. Marlene Yadira Cordova   | 2007-2009   |
| 5.°  | MSC. Luis Damiani             | 2009        |
| 6.°  | Dra. Marlene Yadira Cordova   | 2009-2011   |
| 7.°  | Dr. Angel Moro                | 2011-2012   |
| 8.°  | Dr. Prudencio Chacón          | 2012-2014   |
| 9.°  | Prof. Maryann Hanson          | 2014-2018   |
| 10.° | Abg. César Trompiz            | 2018-2020   |
| 11.° | Soc. Sandra Oblitas           | 2020-Actual |

## Controversias
La universidad ha sido objeto de distintas controversias por su politización, ha sido criticada por su pobre nivel de diálogo y discusión, baja calidad profesional y por acoso y persecución a sus profesores. A pesar de que la UBV se ampara en que es una universidad de la inclusión, además de la utilización que ha hecho el gobierno de la universidad como medio de propaganda bolivariana. En 2012, el Colegio de Licenciados en Educación denunció que la UBV presentaba numerosas fallas, entre las que se encuentran: ideologización, educación rutinaria, incapacidad docente e infraestructura física a medias.
Luis Eduardo Martínez: Títulos de UNEFA y UBV válidos a toda prueba 
Luis Eduardo Martínez, en su carácter de Rector de la Universidad Tecnológica del Centro, señaló que los títulos otorgados a profesionales por la Universidad Nacional Experimental Politécnica de la Fuerza Armada Nacional (UNEFA) y por la Universidad Bolivariana de Venezuela (UBV) son válidos a toda prueba como también lo son los diplomas y certificados que se alcancen en la Misión Sucre.
“Es una barbaridad cuestionar el esfuerzo de miles de venezolanos para convertirse en profesionales y nadie en su sano juicio lo haría por lo que me atrevo a afirmar que es falsa de toda falsedad la información dada por la rectora Maryann Hanson acerca de un documento que planea introducirse en la Sala Constitucional del Tribunal Supremo de Justicia (TSJ) para iniciar un proceso de impugnación de los títulos otorgados a profesionales egresados de ambas casas de estudios”.
En septiembre de 2018, el Colegio de Médicos del Perú prohibió ejercer a los venezolanos egresados de esta universidad.
El 15 de julio de 2020, Nicolás Maduro anunció la designación de Sandra Oblitas como Rectora de la Universidad. Ante este nombramiento, diversas personalidades académicas y periodísticas criticaron la designación por no ser consultada con la comunidad universitaria (estudiantes y profesores) y por considerar que Sandra Oblitas no cumple con el conocimiento y los requisitos necesarios para ejercer como rectora universitaria